# Zbylutów
Zbylutów (Duits: Deutmannsdorf) is een dorp in het Poolse woiwodschap Neder-Silezië, in het district Lwówecki. De plaats maakt deel uit van de gemeente Lwówek Śląski en ligt 6 kilometer ten oosten van Lwówek Śląski en 98 kilometer ten westen van Wrocław.
Na de Tweede Wereldoorlog werd het gebied onder Pools bestuur geplaatst en etnisch gezuiverd volgens de naoorlogse Conferentie van Potsdam. De Duitse bevolking werd verdreven en vervangen door Polen.